# (6986) Asamayama
(6986) Asamayama ist ein Asteroid des Hauptgürtels, der am 24. November 1994 vom japanischen Amateurastronomen Takao Kobayashi am Oizumi-Observatorium (IAU-Code 411) in der japanischen Präfektur Gunma entdeckt wurde.
Der Asteroid ist Mitglied der Koronis-Familie, einer Gruppe von Asteroiden, die nach (158) Koronis benannt ist.
Der Himmelskörper wurde am 6. Januar 2003 nach dem aktiven Vulkan Asama benannt, der an der Grenze der Präfekturen Gunma und Nagano liegt und der aktivste Vulkan der Insel Honshū ist.